# Carlos António Rodrigues dos Reis
Carlos António Rodrigues dos Reis, dit Carlos Reis, né le 11 novembre 1850 à Torres Novas et mort le 11 juin 1893 à Coimbra, est un artiste-peintre naturaliste portugais.

## Distinctions
- Grand-croix de l'ordre de Sant'Iago de l'Épée